# Алакольский сельский округ (Акмолинская область)
Алако́льский се́льский окру́г (каз. Алакөл ауылдық округі) — административная единица в составе Егиндыкольского района Акмолинской области Республики Казахстан. Административный центр — село Полтавское.

## История
В 1989 году существовал как Полтавский сельсовет (сёла Полтавское и Коркем).

## Население
| Численность населения | Численность населения | Численность населения |
| 1989                  | 1999                  | 2009                  |
| --------------------- | --------------------- | --------------------- |
| 1046                  | ↘787                  | ↘620                  |

## Состав
В состав сельского округа входит 2 населённых пункта.
| № | Населённый пункт | Тип населённого пункта       | Население, 1989 | Население, 1999 | Население, 2009 |
| - | ---------------- | ---------------------------- | --------------- | --------------- | --------------- |
| 1 | Коркем           | село                         | 304             | 278             | 204             |
| 2 | Полтавское       | село, административный центр | 742             | 509             | 416             |

## Экономика
На территории сельского округа зарегистрировано 6 ТОО. Градообразующим предприятием является ТОО «Сарымсакты», основное направление производство зерна. 
На территории сельского округа зарегистрировано 39 крестьянских хозяйств, занимающихся производством зерна и животноводством.

## Объекты округа
В сельском округе функционируют две школы: Коркемская основная школа и Алакольская средняя школа. Работают 2 медицинских пункта.